# Leonhard von Eck

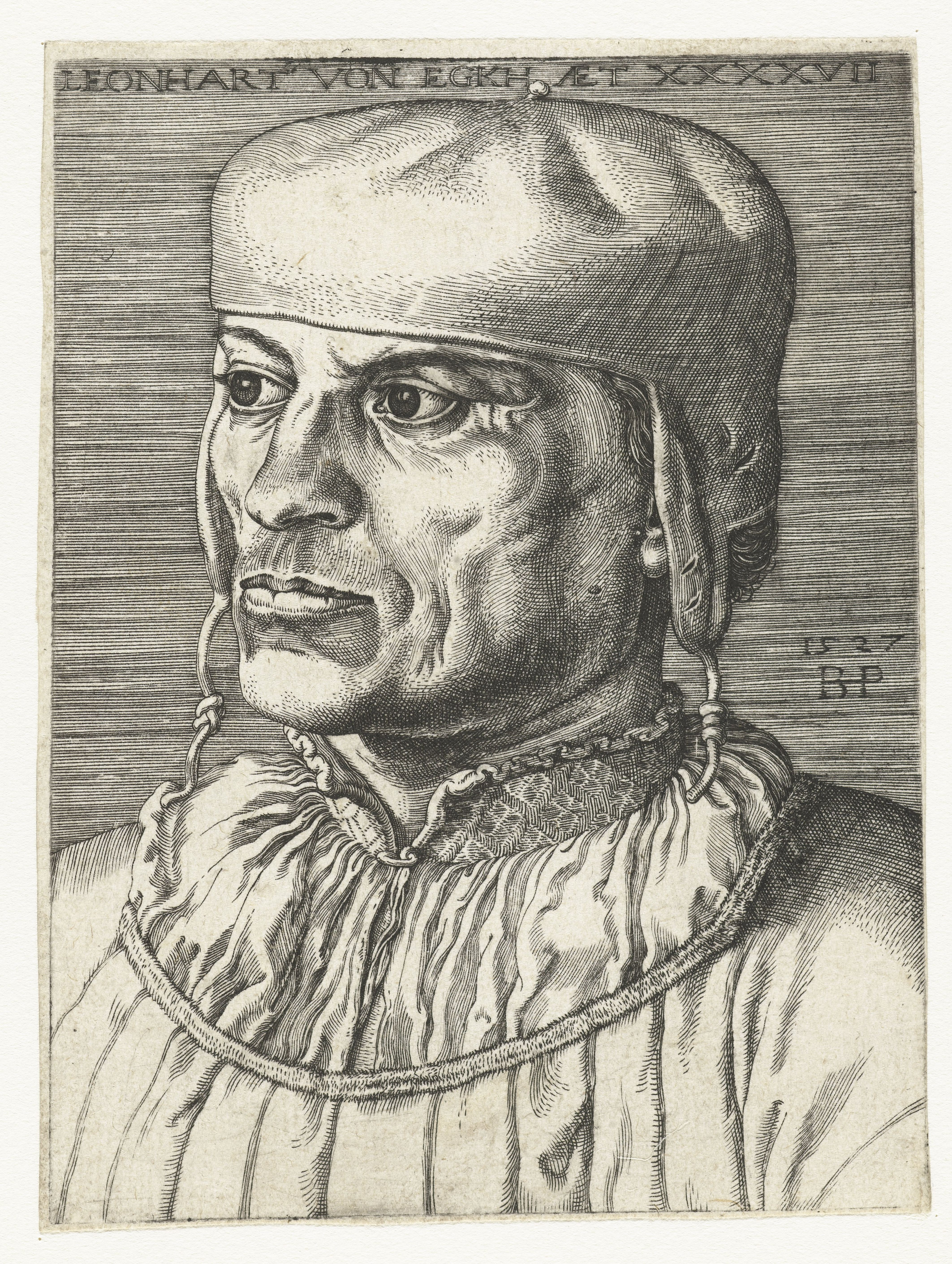
Leonhard von Eck

Leonhard von Eck (* 1480 in Kelheim; † 17. März 1550 in München) war ein bayerischer Politiker.

## Leben

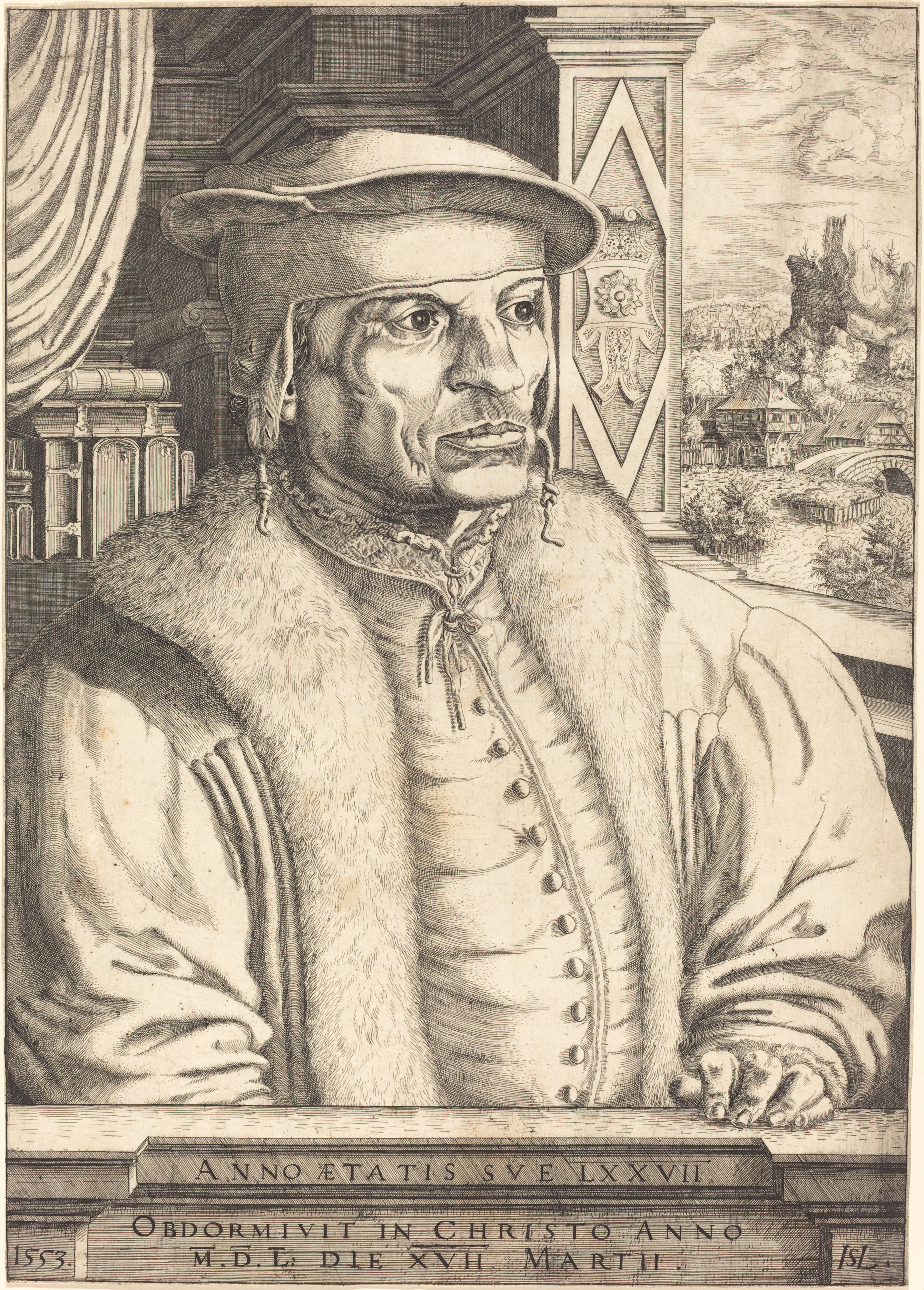
Leonhard von Eck (Kupferstich des Hans Lautensack von 1553)

Aus „niederem, nichtturnierfähigen Adel“ der Eck von Kelheim stammend, studierte er ab 1489 in Ingolstadt und erwarb dort 1493 den Magister. Anschließend promovierte er in Bologna zum Doktor. Leonhard war Sohn des Leonhard Huber, der 1498 mit der Hofmark Naabeck belehnt wurde. Dieser nannte sich nunmehr von Eck, ebenso sein Sohn und Nachfolger, der aber 1516 Naabeck mit allem Zubehör an die Ehrenreichs verkaufte.
Herzog Wilhelm IV. von Bayern berief ihn 1514 in seine Regierung. Dort war der Hofrat als engster Berater des Herzogs die wichtigste Figur am bayerischen Hofe. Er prägte in der ersten Hälfte des 16. Jahrhunderts über 35 Jahre das politische, wirtschaftliche, religiös-geistige und soziale Leben Bayerns entscheidend mit. Leonhard von Eck schuf erste Ansätze von Zentralbehörden in Bayern und legte den Grundstein für die Stellung Bayerns als bedeutende katholische Macht in den folgenden Jahrzehnten. Er war 1524 maßgeblich am Zustandekommen eines Bündnisses katholischer Reichsstände im Regensburger Konvent beteiligt.
Zudem war er Protektor der Sodalitas litteraria Angilostadensis an der Universität Ingolstadt. Der hochbegabte und ehrgeizige Staatsmann starb am 17. März 1550 und wurde in seiner Heimatstadt Kelheim beigesetzt. Hans Mielich schuf 1554 für ihn und seine Frau Felicitas von Freyberg das Eck’sche Epitaph.
Seine Büste wurde in der Ruhmeshalle in München aufgestellt.
Leonhard von Eck war einer der größten Grundbesitzer in Bayern. Seinem einzigen Sohn Oswald (Schüler von Johannes Aventinus) hinterließ er Herrschaften in Randeck (Essing), Wolfsegg und Hof (Erdweg), Geld und Gut in Fülle. Dieser verarmte allerdings schon nach wenigen Jahren. Seine Besitzungen wurden zwangsweise versteigert und er starb 1573 in Regensburg.